# Монастырь Дужи
Монастырь Дужи (серб. Манастир Дужи) в честь Покрова Пресвятой Богородицы  — монастырь Захумско-Герцеговинской и Приморской епархии Сербской православной церкви в селе Дужи общине Требине Республики Сербской Боснии и Герцеговины в 4 км от города Требине.

## История
В XVI и XVII веках был метохом (подворьем) монастыря Тврдош. Здесь была расположена маленькая церковь Святого Пантелеимона. В 1694 году Тврдош был разорён и часть его братии перебралась сюда. В 1695 году храм обновлён в честь Покрова Пресвятой Богородицы, а монастырь был посвящён Успению Пресвятой Богородицы, чтобы сохранить преемственность праздника с Тврдошом. Герцеговинский митрополит также перенёс сюда свою кафедру.
Митрополит Авксентий (Йованович-Паликуча) (1751—1760) перенёс кафедру в Мостар, но его преемник Стефан (Милутинович) вернул её в Дужи. После ликвидации Печского патриархата в 1766 году монастырь перешёл в юрисдикцию Константинополя. В 1777 кафедра снова перенесена в Мостар.
В 1858 и 1875 годах монастырь был разграблен турками. В 1886 году почти полностью сгорел, но был восстановлен. Во время Первой мировой войны игумен монастыря Герасим (Йованович) и иеромонах Георгий (Попович) были взяты в заложники, а местные сербские жители выселены. С 1920 года монастырь в юрисдикции Сербской православной церкви. В 1924 году в нём проживало 3 монаха. С 1928 года в монастыре проживали несколько русских монахов. В 1941 году они были расстреляны партизанами Тито. После войны монастырь был заброшен. С 1954 по 1958 год здесь располагалась часть ЮНА.
В 1958 году монастырь был возрождён как женский. Во время войны 1992—1995 годов вблизи Дужи проходила линия фронта. Монастырь обстреливался хорватами, но не пострадал. С 1992 года престольным праздником стал Покров Пресвятой Богородицы. До 2015 года игуменьей была Феодора (Делич).